# Washington Heights

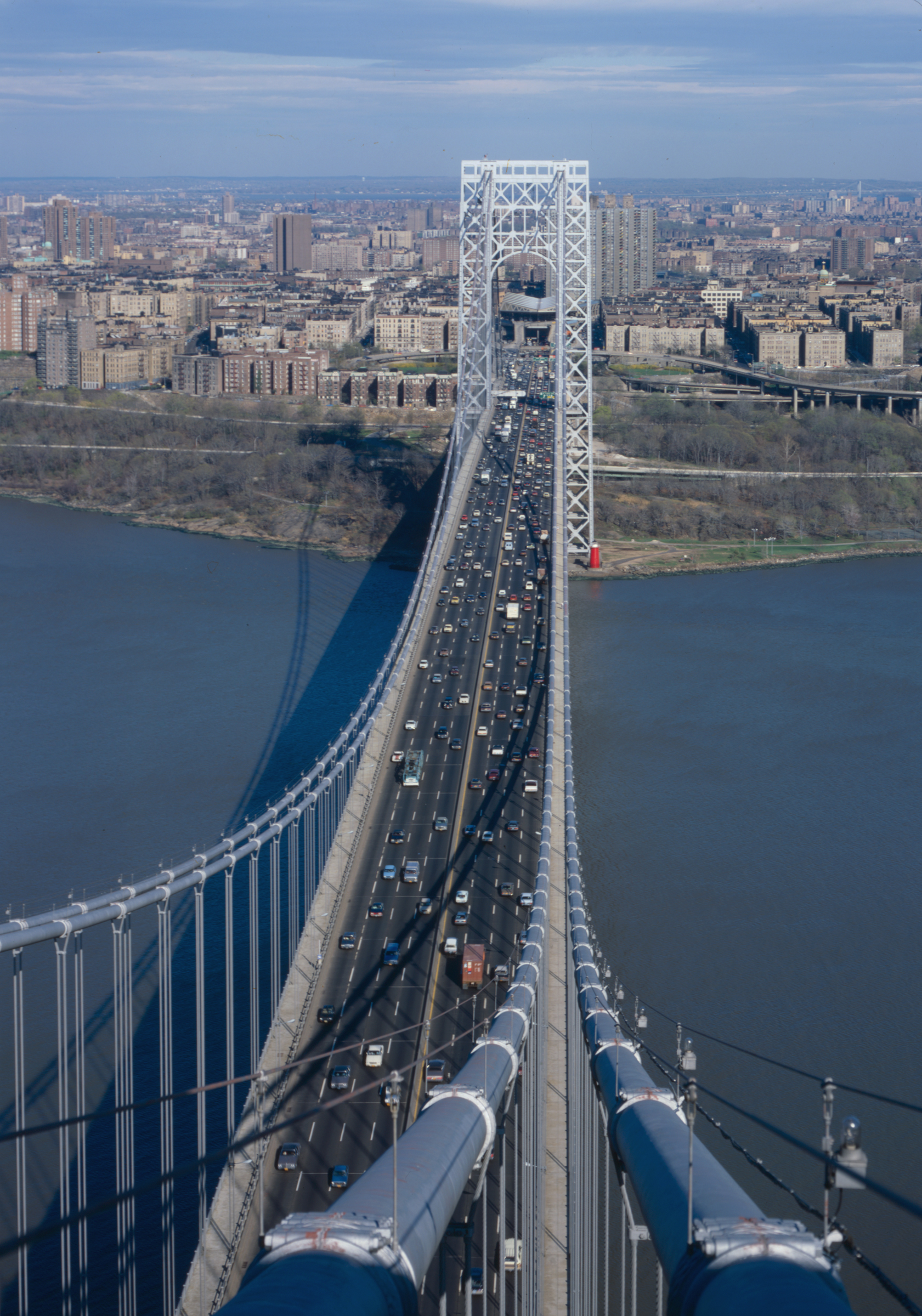
Washington Heights sett från George Washington Bridge. Notera Little Red Lighthouse vid foten av bron.

Washington Heights är ett område på norra Manhattan i New York, USA. Området gränsar i söder till Harlem/Hamilton Heights och i norr till Inwood. En majoritet av invånarna i Washington Heights har sitt ursprung i Dominikanska republiken, och området är ett viktigt centrum för dominikansk kultur i USA.
Området har fått sitt namn efter Fort Washington, som anlades på Manhattans högsta punkt under amerikanska revolutionen. Fortet intogs av de brittiska styrkorna vid slaget om Fort Washington 1776. 
Washington Heights har sedan början av 1900-talet varit ett område där många nyanlända invandrare har slagit sig ner. I början av förra århundradet var det främst irländare som bosatte sig där. Under 1930- och 1940-talet bosatte sig många europeiska judar i Washington Heights, efter att ha flytt från förföljelser i sina hemländer. På 1950- och 1960-talet kom en stor del av befolkningen i området från Grekland. Invandringen från Dominikanska republiken skedde främst under 1980- och 1990-talet.
Under 1980-talet drabbades Washington Heights svårt av den crackepidemi som svepte över New York och andra städer i USA. Området gavs då öknamnet "Crack City", och en del av gatan Amsterdam Avenue kallades "Cracksterdam". På senare år har kriminaliteten i området minskat betydligt.

## Sport
Fem professionella idrottsklubbar har haft Washington Heights som sin hemmabas: New York Giants, som numera heter San Francisco Giants, New York Mets, New York Yankees, Football New York Giants och New York Jets. 

## Platser och byggnader i Washington Heights
- George Washington Bridge
- Fort Tryon Park med The Cloisters
- Riverside Park
- Morris-Jumel Mansion, Manhattans äldsta bevarade hus
- Riverbank State Park
- Columbia-Presbyterian Medical Center

## Kända invånare i Washington Heights
- Leonel Fernandez, Dominikanska republikens president
- Alan Greenspan, före detta ordförande för Federal Reserves styrelse
- Jacob Javits, amerikansk senator
- Henry Kissinger, före detta säkerhetsrådgivare och utrikesminister
- Stan Lee, författare och förläggare
- Alex Rodriguez, basebollspelare i New York Yankees
- Juelz Santana, rappare

## I film och litteratur
- I filmen Citizen Kane tillbringar Jedidiah Leland återstoden av sitt liv i det fiktiva "Huntington Memorial Hospital" på 180th Street.
- Delar av filmen Salt filmades i stadsdelen.
- Slutscenen i filmen Force of Evil, filmades nära George Washington Bridge.
- Musikalen In The Heights, skriven av Lin Manuel Miranda utspelar sig i stadsdelen.